# Mimi Pondová
Mimi Pondová je americká kreslířka, komiksová výtvarnice, ilustrátorka, humoristka, spisovatelka a scenáristka. 

## Kariéra a ocenění
Pondová strávila většinu 80. a 90. let psaním pro televizi, časopisy a tvorbou kreslených vtipů a komiksů. 
Krátce pracovala na seriálu Simpsonovi, v roce 1989 napsala první díl Vánoce u Simpsonových, jenž byl nominován na dvě ceny Emmy. Pondová se však nestala stálou členkou scenáristického týmu, a to prý proto, že tehdejší šéf seriálu nechtěl mít v týmu ženu. Je především kreslířkou a ilustrátorkou a první velký průlom získala jako kreslířka týdeníku Spectator Magazine. Mezi její další rané práce v 80. letech patřila tvorba pro publikace jako National Lampoon, The Village Voice, The New York Times, Adweek a další. Je autorkou a ilustrátorkou pěti humoristických knih a v přispívá do deníku Los Angeles Times. Za svůj Over Easy pro kanadské nakladatelství Drawn & Quarterly získala v roce 2014 cenu PEN Center USA za vynikající dílo v oblasti grafické literatury se zvláštním uznáním, za stejný román získala v roce 2014 také cenu Inkpot Award na Comic-Conu v San Diegu.
Pondová psala také pro seriály Designing Women na stanici CBS a Pee-Wee's Playhouse a jako kreslířka působila v deníku Los Angeles Times a dalších médiích. V 80. a 90. letech 20. století také psala dlouholetý celostránkový komiks pro časopis Seventeen. 
Po vydání její knihy Shoes Never Lie ji deník Boston Globe označil za „možnou přední autoritu v oblasti duchovního, emocionálního a niterného spojení mezi ženami a botami“ (za článek o sbírce bot Imeldy Marcosové).
Napsala dva grafické romány – Over Easy a The Customer is Always Wrong. Oba jsou volně založeny na vlastním životě Pondové a postupně spolu fungují jako jeden velký příběhový oblouk. Tematicky se zaměřují především na její působení jako servírky v Oaklandu, kde se po studiích snažila stát umělkyní na plný úvazek.

## Osobní život
Pondová je vdaná za karikaturistu a výtvarníka Wayna Whita, mají spolu dvě děti, Woodrowa a Lulu Whiteovy, kteří jsou oba umělci.
V 70. letech 20. století pracovala Pondová v Mama's Royal Café, které se stalo inspirací pro její grafické paměti. Pondová navštěvovala Kalifornskou uměleckou školu, kde získala titul v oboru umění.